# Isla de Salina
Salina es una isla del archipiélago de las Eolias. Con una superficie de 26,8 km ², es la segunda isla del archipiélago tanto por su superficie como por su población. El año 2000 fue inscrita en la lista del Patrimonio de la Humanidad de la Unesco.

## Relieve

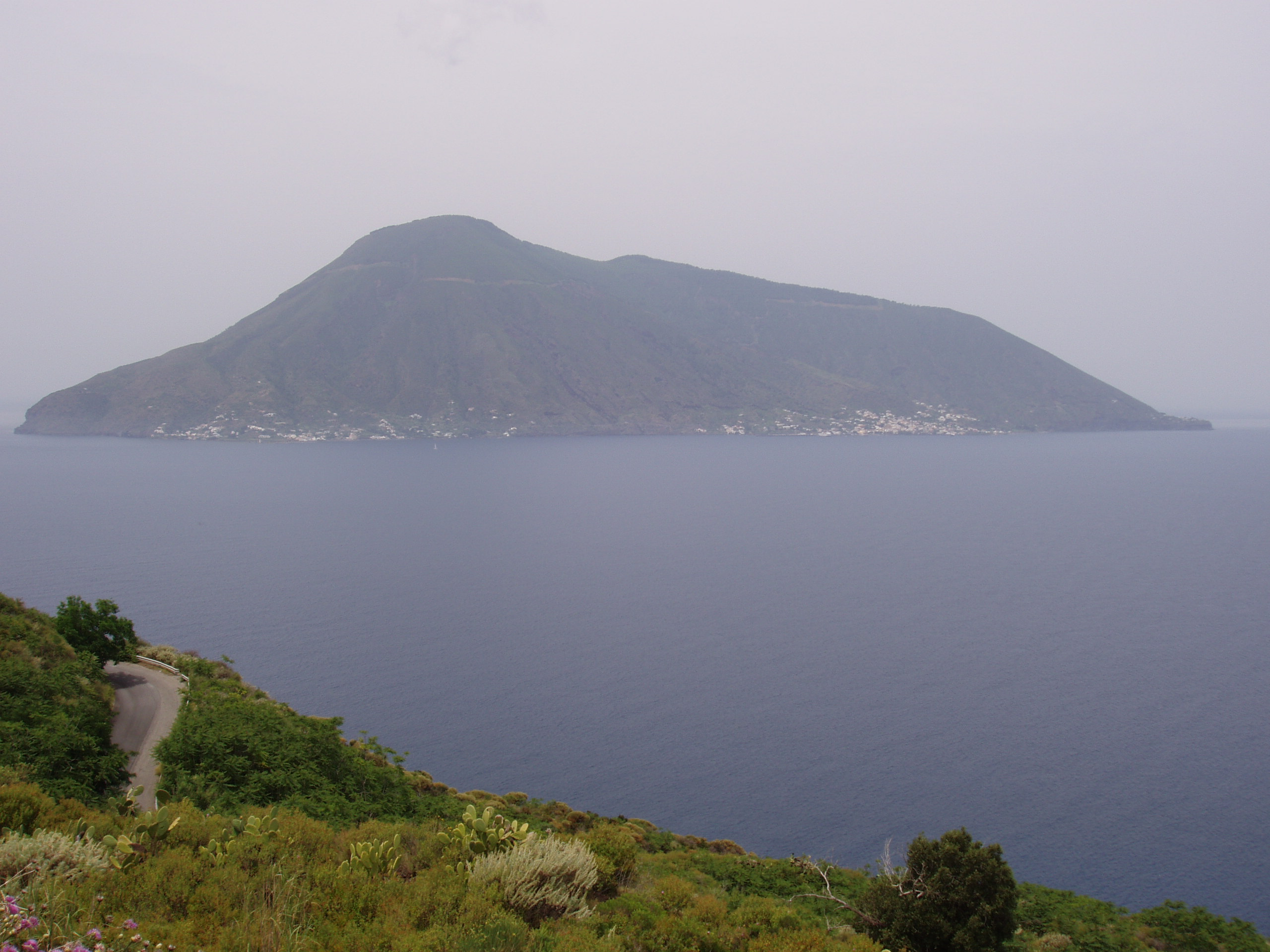
La isla Salina vista desde Lipari.

Formada por seis antiguos volcanes, posee los relieves más elevados del archipiélago. El monte «Fossa delle Felci», que culmina a 961 m de altitud, y el monte «Monte dei Porri», a 860 m s. n. m., conservan la típica forma cónica. De estos dos volcanes apagados deriva el antiguo nombre griego de la isla Didyme, que significa gemelli. El nombre actual, en cambio, deriva de un pequeño lago del que se extraía sal.

## Historia
Las excavaciones arqueológicas revelaron la presencia de poblaciones que se remontaban a la edad de bronce, alternando con períodos de completo abandono y otro de fuerte desarrollo. Las excavaciones realizadas en los alrededores de Santa Marina Salina pusieron de relieve un fuerte asentamiento de la isla en el siglo IV. En el siglo VII, Salina se volvió la isla más poblada de las eólicas, debido a un movimiento migratorio vinculado a la actividad volcánica de la isla de Lípari. Las invasiones árabes la despoblaron hasta el siglo XVII, en que comenzó a repoblarse a raíz de este suceso milagroso: Una vez a punto de marcharse en su nave cierto leñador oyó repicar unas campanas en el interior de Salina. Buscó el origen de esos sonidos y se encontró una iglesia en ruinas y la Virgen se le apareció. Llamó a sus compañeros y encontraron una iglesia hecha de piedra pulimentada y a nadie encontraron en ella. La isla empezó a poblarse pronto con nuevos italianos que, asombrados, llegaron a poblarla.

## División

Puerto de Santa Marina Salina.

De los tres municipios que forman Salina, el más pintoresco está al sur de la isla. Se trata de Rinella, una aldea de pescadores que alberga el segundo puerto de la isla.De aquí parten diariamente las barcas que recorren el litoral en busca de sardinas, anchoas y peces espada. Su costa alberga algunas cuevas antiguamente empleadas. Su playa, de arenas negras y orientada hacia el sur, es ideal para tomar el sol a mediodía. Algunos pescadores también alquilan sus barcas para realizar travesías por la costa de Salina.
Leni ocupa el llano de la isla, con Valdichiesa como centro geográfico. Su iglesia, hecha de piedra pulimentada, es el centro neurálgico de visita y de oración. Estratégicamente construida, ocupa el lugar más bello así como privilegiado. Al norte de Salina, de la aldea de Malfa parte un camino panorámico hasta Pollara. Del camino principal salen numerosos senderos que bajan hasta la costa, sembrada de pequeñas calas. Los bosques de castaños y álamos se acercan al litoral protegiendo solitarias calas blancas.

## Población
Actualmente tiene 2300 habitantes. A finales del siglo XIX contaba con 8000, los cuales emigraron mayoritariamente a Estados Unidos, Argentina y Australia.

## Economía
Salina es la más fértil y la más exuberante de las islas eólicas; se cultiva la vid a partir de la que se produce el “Malvasia delle Lipari”, un vino muy suave. También se producen alcaparras que son exportadas a todo el mundo.
En 1923 fue la primera de las islas en contar con central eléctrica. 
En 1981 se creó la reserva natural de Salina, que comprende las dos montañas gemelas del «Monte Fossa delle Felci» y el «Monte dei Porri», con más de 400 especies vegetales y una rica avifauna.
Por fin, el turismo constituye un recurso suplementario para la isla.

## Personas destacadas
Giuseppe Tomasi di Lampedusa, el autor de El gatopardo, llevaba en su apellido el nombre de otra de las islas sicilianas, pero su título nobiliario era el de príncipe de Salina en recuerdo de los tiempos de esplendor agrario de la isla.[cita requerida]